# Кильмезский краеведческий музей
Кильмезский краеведческий музей находится в районном центре Кильмезь Кировской области. Располагается на улице Советской, одной из центральных улиц поселка, в старинном кирпичном здании с большим подвальным помещением. Для посетителей музея наибольший интерес представляет отдел природы, где можно познакомиться с животным и растительным миром района.

## История музея
Идея создания музея возникла в январе 1986 года, на заседании бюро совета ветеранов района. Инициатором её стала член Союза журналистов СССР пенсионерка Лидия Ивановна Есипова (1924-1993), она же и собрала первые экспонаты, при активном участии ветеранов. Музей открылся 1 октября 1992 г. в красивом историческом здании XIX века, бывшем магазине купца первой гильдии Ивана Михайловича Выгодчикова, а Л.И.Есипова стала первым директором музея.

## Залы музея
- Отдел природы. Диорамы с представителями кильмезской фауны. Коллекция "Растительность Кильмезского района", в которой представлены практически все местные виды деревьев и кустарников.
- Зал истории. Представлены археологические находки, домашняя утварь, коллекция старинных монет, настенные часы, сельскохозяйственное оборудование. Экспозиция о процессе выращивания и переработке льна. Стенды об исторических личностях, оставивших след в истории края.
- Выставочный зал.
- Зал боевой славы.

## Основные экскурсии
- Обзорная экскурсия по Кильмезскому краеведческому музею
- Животный и растительный мир Кильмезского района
- История возникновения Кильмезского района
- Кильмезяне в годы Великой Отечественной войны
- "Ими славится кильмезская земля..."

## Образовательные услуги
- Лекционные циклы в школах и организациях района
- Краеведческий кружок

## Адрес
613570, Кировская область, п. Кильмезь, ул. Советская, 70